# Fetichismo de pies

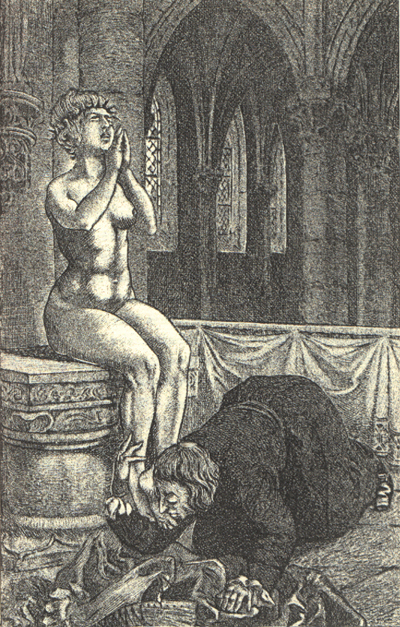
Ilustración de La sorcière, de Jules Michelet (1911), por Martin Van Maele.

El fetichismo de pies (foot fetish, en inglés), llamado podofilia, es un pronunciado interés fetichista (véase parafilia) en los pies humanos. Es uno de los fetichismos más comunes en los varones. El fetichismo del pie en mujeres es un comportamiento sexual apenas estudiado. 

## Vista fetichista del pie
Un fetichista del pie se puede excitar sexualmente al ver, tocar, acariciar, chupar, cosquillear, lamer, masajear, besar u oler los pies de otros. La respuesta del fetichista es la misma o muy similar a la respuesta de excitación sexual frente a los genitales u otros rasgos específicos de cada sexo. Además, algunos fetichistas de pies disfrutan practicando con sus parejas la técnica footjob, la cual consiste en un masaje erótico practicado con los pies.
Aunque el fetichismo de pies no debe ser confundido con el fetiche por el calzado, existe una relación íntima entre ambos, ya que gran parte de los fetichistas de pies perciben de manera erótica el calzado abierto o sin calcetines. De la misma manera que la indumentaria y la lencería erótica  resalta los atributos del cuerpo de la mujer, para un fetichista de pies el uso de sandalias así como otros elementos (anillos podales, tatuajes, collares en los tobillos, etcétera) resulta muy estimulante desde el punto de vista erótico. A muchos fetichistas de pies les gusta ver a una persona caminando descalza en la calle, en lugares públicos, entre otros, y sobre distintas superficies y texturas. Otro ejemplo del fetiche es la atracción de estrechar el pie del individuo con los de otra persona. Esta variante se lo denomina como aretifismo.[cita requerida]

## Explicaciones propuestas para el fetichismo del pie
Una hipótesis freudiana es que, en muchas culturas, la experiencia del infante con su madre puede involucrar adoración por su pie. Si esto deja una huella en la conducta sexual durante este período puede llegar a transformar el pie en el primer objeto de excitación sexual.
Una explicación del neurólogo Vilayanur S. Ramachandran enfatiza el hecho de que el pie y los genitales ocupan áreas contiguas en el córtex somático-sensorial, y que posiblemente hay enlaces entre los dos. Se ha propuesto también que tras el fetichismo del pie podría subyacer la idea de que estos están normalmente escondidos, al igual que los genitales masculinos o los senos femeninos. La exposición de los pies podría hipotéticamente producir un sentimiento de placer (del mismo modo que podrían hacerlo los senos).